# Mia Coldheart
Mia Coldheart, egentligen Mia Karlsson, född 1980 i Östhammar, är gitarrist och sångare i musikgruppen Crucified Barbara.
Coldheart var 1998 medgrundare av Crucified Barbara, som hon sedan 2000 varit huvudgitarrist. Hon blev 2003 även sångerska då tidigare vokalisten Joey Nine slutade. 2016 splittrades bandet, men en återförening är planerad till 2025.
Coldheart är vinnare av Stjärnornas hoppning i Stockholm Horse Show 2011 i Globen. Hon medverkar även på Bonafide - Straight Shooters Supercharger - Redemption song Babylon Bombs - Louder MInd's Eye - The Hour of Need.